# Luca Szűcs
Luca Szűcs, née le 20 septembre 2002 à Budapest, est une escrimeuse hongroise pratiquant le sabre. Elle est double championne du monde par équipe, en 2022 au Caire et en 2023 à Milan. Elle représente la Hongrie aux Jeux olympiques d'été de 2024.

## Carrière
Szűcs commence l'escrime à l'âge de 10 ans en suivant les Jeux olympiques d'été de 2012 de Londres. Elle remporte sa première médaille internationale en 2018 aux championnats d'Europe Cadet avec une médaille d'argent par équipes. En 2019, elle gagne le titre sur la même compétition, puis elle enchaine avec les championnats du monde Cadet où elle s'impose en individuel et complète son palmarès avec le titre par équipes en Junior.
Szűcs remporte, avec ses compatriotes Sugár Katinka Battai, Renáta Katona et Liza Pusztai, son premier titre international en sénior avec une médaille d'or par équipes lors des championnats du monde 2022 au Caire. La même année, en catégorie Junior, elle remporte un nouveau titre européen par équipes puis une deuxième place mondiale par équipes.
L'année 2023 voit Szűcs et l'équipe de Hongrie, composée cette fois de Battai, Pusztai et Anna Márton qui remplace Katona, décrocher un second titre mondial aux championnats du monde à Milan.
Sélectionnée pour les Jeux olympiques de 2024, elle termine la compétition individuelle en quart de final en perdant 12-15 face à la future finaliste Sara Balzer. La Hongrie se classe sixième de l'épreuve par équipes.

## Classement en fin de saison
| Année | 2020 | 2021 | 2022 | 2023 | 2024 | 2025 |
| ----- | ---- | ---- | ---- | ---- | ---- | ---- |
| Rang  | 249  | 243  | 67   | 69   | 19   | 14   |